# The KLF
The KLF (cunoscuți și ca The Justified Ancients of Mu Mu, The Timelords și alte nume scenice) a fost una dintre trupele seminale britanice  ale mișcării acid house la sfârșitul anilor 1980 și începutul anilor 1990.

## Discografie
- The Justified Ancients of Mu Mu: 1987 (What the Fuck Is Going On?) (The Sound of Mu(sic), 1987)
- The Justified Ancients of Mu Mu: Who Killed The JAMs? (KLF Communications, 1988)
- The Justified Ancients of Mu Mu/The KLF/The Timelords: Shag Times (KLF Communications, 1988)
- The Justified Ancients of Mu Mu/The KLF/The Timelords: The History of The JAMs a.k.a. The Timelords (TVT Records, 1989)
- The KLF/Various Artists: The "What Time Is Love?" Story (KLF Communications, 1989)
- The KLF: Chill Out (KLF Communications, 1990)
- Space: Space (KLF Communications, 1990)
- The KLF: The White Room (KLF Communications, 1991)
- The KLF: Solid State Logik 1 (KLF Communications, 2021)